# HD 105
HD 105 — звезда в созвездии Феникса на расстоянии около 130,4 световых лет от нас.

## Характеристики
HD 105 — тусклая звезда 7,509 величины, невидимая невооружённым глазом. Впервые в астрономической литературе она упоминается в каталоге Генри Дрейпера, изданном в начале XX века. Это жёлтый карлик, имеющий массу, равную 97 % массы Солнца. Возраст звезды оценивается приблизительно в 8,6 миллиардов лет. Планет в данной системе пока обнаружено не было.